# 晓峰县
晓峰县，中国旧县名。
北岳抗日根据地设。1942年由新望县改置。以纪念郗晓峰烈士命名。1943年复为纪念刘云彪烈士，改名云彪县。 